# Čechynce
Čechynce (bis 1927 slowakisch „Čehince“ oder „Čahynce“; ungarisch Nyitracsehi – bis 1907 Csehi) ist eine Gemeinde im Westen der Slowakei mit 1273 Einwohnern (Stand 31. Dezember 2024), die zum Okres Nitra, einem Teil des Nitriansky kraj gehört.

## Geographie
Die Gemeinde befindet sich im Donauhügelland, genauer dessen Unterteil Žitavská pahorkatina, am linken Ufer der Nitra. Das Ortszentrum liegt auf einer Höhe von 133 m n.m. und ist 10 Kilometer südöstlich von Nitra entfernt.

## Geschichte
Der Ort wurde zum ersten Mal 1248 als Cheg schriftlich erwähnt und gehörte damals zur Burg Neutra als deren Gut. Der König Matthias Corvinus schenkte den Ort dem Geschlecht Labatlán. 1477 erwarb das Graner Kapitel den Ort und behielt ihn bis 1918. Im Jahr 1784 sind 285 Einwohner verzeichnet. Neben der Landwirtschaft und Imkerei war seit dem 16. Jahrhundert auch Weinbau bedeutend.
1960–1990 war Čechynce zusammen mit dem Nachbarort Malý Cetín in der Gemeinde Nitrany fusioniert.

## Bevölkerung
| Jahr:                | 1994. | 2004.   | 2014.   | 2024.    |
| -------------------- | ----- | ------- | ------- | -------- |
| Anzahl der Personen: | 1038  | 1030    | 1102    | 1273     |
| Unterschied:         |       | -0,77 % | +6,99 % | +15,51 % |

| Jahr:                | 2023. | 2024.   |
| -------------------- | ----- | ------- |
| Anzahl der Personen: | 1265  | 1273    |
| Unterschied:         |       | +0,63 % |

Ergebnisse nach der Volkszählung 2001 (1024 Einwohner):
| Nach Ethnie: - 53,71 % Magyaren - 45,61 % Slowaken | Nach Konfession: - 97,36 % römisch-katholisch - 1,46 % keine Angabe - 0,59 % konfessionslos |

## Sehenswürdigkeiten
- römisch-katholische Johannes-der-Täufer-Kirche aus dem Jahr 1741
- Denkmal an Opfer des Ersten Weltkrieges